# London Underground 2024 Stock

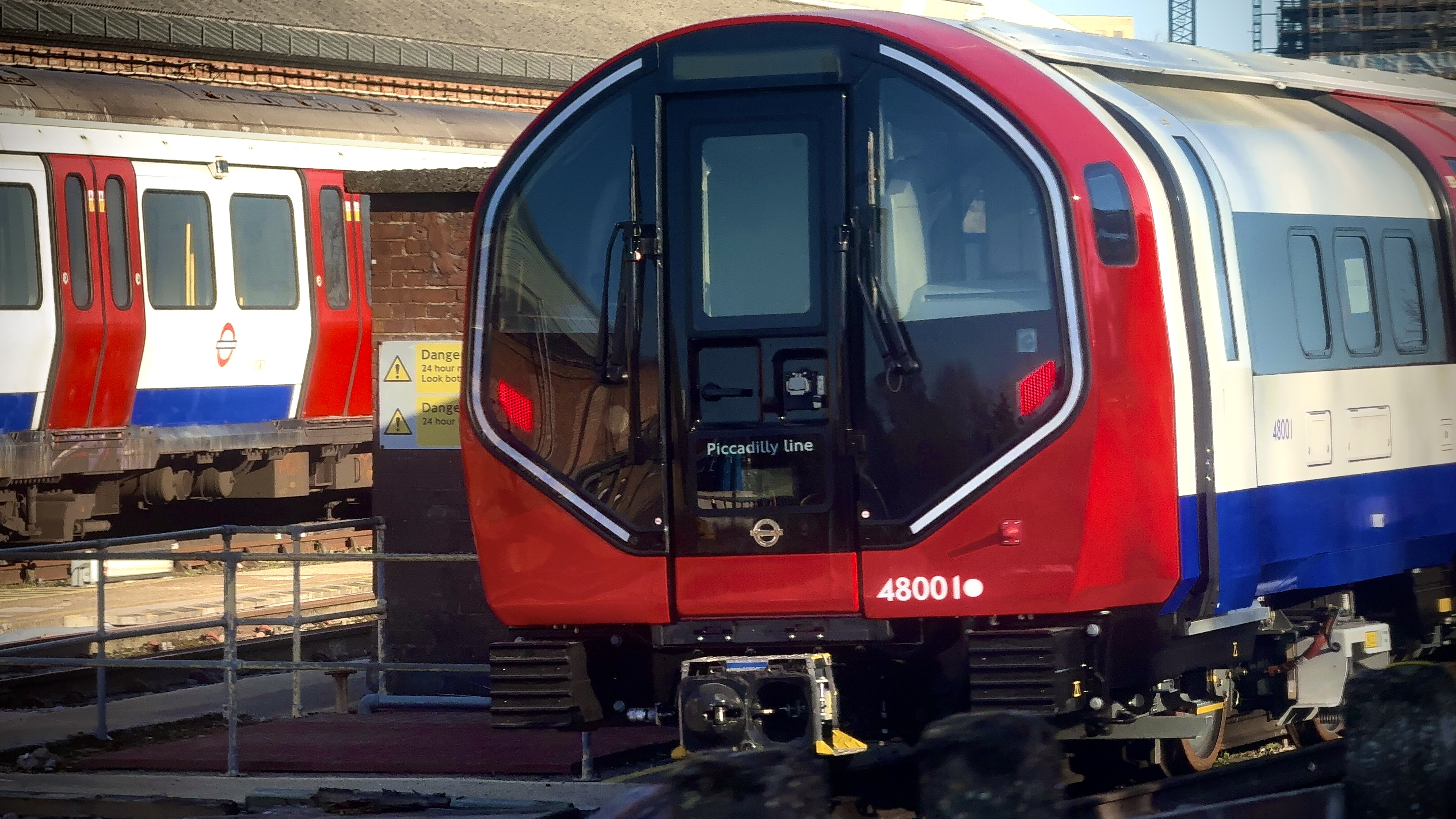
Eerste trein van de 2024 Stock in depot Ealing Common.

London Undergroud 2024 Stock is een materieeltype van de Londense metro met klein profiel voor de diepgelegen lijnen. De treinen worden gebouwd door Siemens Mobility en worden als eerste ingezet op de Piccadilly Line vanaf 2026.

## Het project New Tube for London

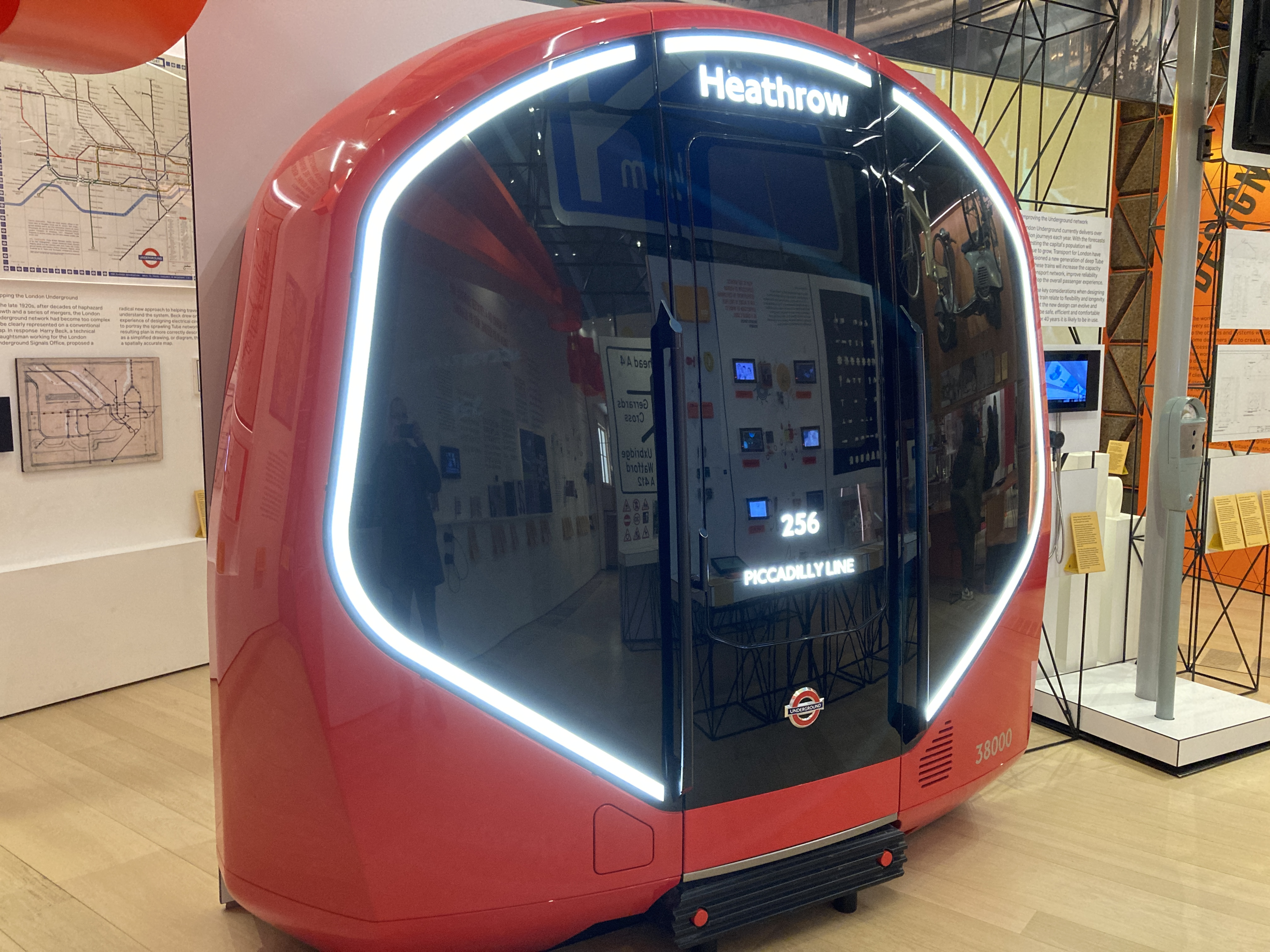
Frontpartij van de 2024 Tube Stock tentoongesteld in het Design Museum (Londen)

New Tube for London (NTfL), ook wel bekend als Deep Tube Upgrade Programme is een project van de Metro van Londen voor het vervangen van een groot deel van de huidige deep level treinen vanaf halverwege de jaren 2020 tot in de jaren 2030.
Nadat alle treinen met groot profiel in de periode 2010 - 2017 zijn vervangen door één uniform materieeltype, de S Stock, wil de Londense Metro ook een uniform materieeltype met klein profiel aanschaffen. Vanaf het midden van de jaren 2020 moeten er 250 treinen geleverd gaan worden voor de Piccadilly Line, de Bakerloo Line, de Central Line en de Waterloo & City Line. De treinen moeten zo'n 40 jaar meegaan. Op de overige deep level lijnen is het materieel nog vrij recent vervangen.
Op 18 januari 2016 werd bekendgemaakt dat bij vijf geselecteerde fabrikanten, te weten Alstom, Bombardier Transportation, CAF, Hitachi en Siemens  uitvraag voor een offerte is gedaan. In september 2016 hebben Alstom, Siemens Mobility en een consortium van Bombardier en Hitachi een aanbieding gedaan.

## Bestelling voor de Piccadilly Line
Op 15 juni 2018 werd bekendgemaakt dat een eerste deelopdracht is verstrekt aan Siemens Mobility voor de levering van 94 treinen voor de Piccadilly Line met een totale waarde van £1,5 miljard (in 2024 wordt een bedrag van £2,9 miljard genoemd). Het is de bedoeling dat Siemens in de komende jaren opdrachten krijgt voor vervolgleveringen. Tachtig procent van de treinen, van het type Inspiro London, zal worden geassembleerd in een nieuw gebouwde fabriek in Goole, East Riding of Yorkshire, waar 700 mensen aan de productie werken. De rest wordt in de Siemens vestiging in Wenen gebouwd. Ook doet Siemens Mobility het onderhoud van de treinen gedurende de hele levensduur. De treinen zouden worden afgeleverd vanaf 2023. Eind 2026 zouden alle treinen van deze bestelling in dienst moeten zijn, maar dit bleek niet haalbaar. Inmiddels is levering van de eerste treinstellen begin 2025 van start gegaan, en wordt de inzet op de Piccadilly line pas vanaf medio 2026 verwacht.
De treinenstellen voor de Piccadilly Line zijn 130 meter lang. Ze bestaan uit 9 delen, te weten 5 lange rijtuigen op 2 draaistellen met steeds daartussen een korte bak zonder draaistellen (dus aan de aangrenzende bakken opgehangen). Ze zijn 2,50 meter breed (tegenover 2,45 m voor het bestaande materieel). De treinen hebben alleen banken in de langsrichting en zijn over de volle lengte doorloopbaar. In november 2023 werd een prototype aan de pers voorgesteld in het Siemens-testcentrum Wegberg-Wildenrath, waar ook bekend werd gemaakt dat het nieuwe materieel 2024 Tube Stock gaat heten.

## Bestelling voor de Bakerloo Line
Volgens burgemeester Sadiq Khan wordt er hard gelobbyd bij de regering voor fondsen om nieuwe treinen voor de Bakerloo Line te bestellen. Hij verwacht (in oktober 2024) dat de bestelling 'binnen enkele maanden' geplaatst kan worden.

## Overzicht vervanging
Hieronder een overzicht per lijn van het te vervangen materieel.
| Lijn                 | Treintype  | Afbeelding | In dienst | Wagens | Lengte | Aantal huidig | Aantal nieuw | Delen nieuw | Lengte nieuw | In dienst vanaf |
| -------------------- | ---------- | ---------- | --------- | ------ | ------ | ------------- | ------------ | ----------- | ------------ | --------------- |
| Bakerloo Line        | 1972 Stock |            | 1972      | 7      | 114 m  | 36            | 40           |             |              |                 |
| Central Line         | 1992 Stock |            | 1993-1995 | 8      | 133 m  | 85            | 100          |             |              |                 |
| Piccadilly Line      | 1973 Stock |            | 1975-1977 | 6      | 108 m  | 86,5          | 94           | 9           | 130 m        | 2025 (verwacht) |
| Waterloo & City Line | 1992 Stock |            | 1993      | 4      | 66,5 m | 5             | 10           |             |              |                 |

## Eigenschappen van de treinen
Enkele nieuwe eigenschappen van deze treinen zullen zijn:
- doorloopmogelijkheid door de hele trein
- airconditioning
- betrouwbaarder (minder storings- en onderhoudsgevoelig)
- een grotere reizigerscapaciteit dan het huidige materieel
- beter toegankelijk voor mensen met een beperking
- geschikt voor zowel 630 V als 750 V gelijkspanning tractievoeding
- lager energieverbruik

De treinen moeten volledig automatisch kunnen rijden dus zonder bestuurder. Omdat de vakbonden hier niet mee akkoord willen gaan (veel goedbetaalde treinbestuurders worden immers overbodig), is er voor gekozen om voorlopig met een bestuurder aan boord te gaan rijden. Door dit compromis moeten de nieuwe treinen dus met bestuurderscabines worden uitgerust. Automatisch rijden is noodzakelijk om met hoge frequentie (op de Victoria Line zijn 43 treinen per uur mogelijk) te kunnen rijden.
De 250 treinen zullen niet allemaal even lang worden. Momenteel bestaan de te vervangen treinen uit 4, 6, 7 of 8 rijtuigen. Het nieuwe materieel zal per lijn een vergelijkbare lengte als dat van het huidige materieel krijgen in verband met de beschikbare perronlengtes. De nieuwe treinen krijgen een combinatie van lange- en korte rijtuigen. De huidige treinen hebben rijtuigen ca. 17 meter.
De instapsituatie van de nieuwe treinen zal sterk worden verbeterd. Er zal geen spleet meer zijn tussen trein en perron, dus het omroepen van "mind the gap" kan achterwege blijven.

## Meer capaciteit
De bevolking van Londen groeit van 8,4 miljoen naar 10 miljoen in 2030. Het is te verwachten dat het aantal metroreizigers hierdoor ook flink zal groeien. De nieuwe treinen, gecombineerd met een nieuw treinbeveiligingssysteem, moeten voor een forse capaciteitsvergroting gaan zorgen. Volgens de Londense Underground zijn de volgende capaciteitsvergrotingen tot 2030 noodzakelijk:
- Piccadilly Line: 60% (tot 21.000 reizigers per uur)
- Bakerloo Line: 25% (tot 9.000 reizigers per uur)
- Central Line: 25% (tot 12.000 reizigers per uur)
- Waterloo & City Line:  35% (tot 7.000 reizigers per uur)